# 季票
季票是一类能够让持有者在给定时间内使用的票证。

## 运动领域
在一些体育场馆，季票可以用来观看全部通常季的一种体育赛事，而且比买单次门票要划算。季票还可以在一些季后赛享受提前购票。也可在客场比赛优先购买支持队伍的场地票。季票持有者的座位位置也通常比一般座位要好。如果有特殊赛事或额外赛事，季票持有者都会享有最佳位置。季票因为其高价，一般只会有最喜欢运动的狂热爱好者购买。

## 艺术文化领域
季票可以用来参加一些音乐演出场馆（包括歌剧、芭蕾舞、交响乐、戏剧等等场馆）的一系列音乐演出或者一个季度的所有演出，比买单次门票要划算。然而一般艺术类季票只提供给场馆的贡献者。

## 交通领域
交通季票可以在期限内无限乘坐一种或多种交通工具。一些国家和地区也有用「通勤證」（commuter pass）称呼这种季票。交通季票的"季票"只是統稱。並非如字面講的期限只能限定為一季，季票的期限並不固定，比如一星期、一月、一年或其他時間都有。有的交通季票会限定于一条专线，只能在A站和B站往返。有的交通季票会限定在一個指定的地理区域或者一整个国家的特定的交通工具，也可能允许乘坐指定的一個或多个公司或交通網路的一種或多種交通工具（比如台北捷運的定期票可在30日內無限制搭乘台北捷運、公車、YouBike等）。

## 電玩遊戲
在電玩遊戲领域，季票指一次买好就允许季票持有者拥有此游戏未来发行的一些或者所有追加下載內容（DLC），是一种特定的购买方式。这些DLC一到发布日期就可以下载使用。有些季票会保障你提前于其他玩家一段时间，优先玩到尚未到发行日期的DLC。有些季票拥有独特的名字，比如Rockstar遊戲公司的《黑色洛城》（2011年） 和《江湖本色3》季票命名为「Rockstar Pass」。

## 其他方面
季票还有用于公园、游乐中心、运动中心的各类门票业务。有的季票还可以保障季票持有人的专用停车位或者专门限时活动。
在 TiVo 的电视盒子里，季票还用于表示机顶盒有录下整个一季的电视节目的功能。